# 대전태평초등학교
대전태평초등학교는 대한민국 대전광역시 중구 태평동에 있는 공립 초등학교이다.

## 학교 연혁
- 1969년 9월 15일 - 대전태평초등학교 개교(16학급)
- 1981년 12월 10일 - 신평국민학교 분리
- 1983년 3월 1일 - 원평국민학교 분리
- 2003년 3월 1일 - 유평초등학교 분리
- 2003년 10월 10일 - 운동장 잔디 조성 준공
- 2004년 1월 15일 - 학교공원화 사업 준공
- 2004년 1월 15일 - 운동장 우레탄공사 준공, 도서실 활성화사업
- 2005년 10월 6일 - 18개 교실 수선 및 4개 교실 증축
- 2007년 8월 31일 - 과학실 현대화 사업
- 2011년 1월 27일 - 급식실, 다목적 체육관 신축
- 2012년 6월 1일 - 급식실 앞 학교 공원화 사업 완료
- 2013년 2월 15일 - 제43회 184명 졸업(총 15,715명 졸업)
- 2013년 3월 1일 - 38학급 인가(특수학급 2학급 포함)
- 2014년 3월 1일 - 38학급 인가(특수학급 2학급 포함)
- 2015년 2월 19일 - 제46회 130명 졸업(총 15,627명 졸업)
- 2016년 3월 1일 - 33학급 인가(특수학급 1학급 포함)
- 2017년 2월 17일 - 제47회 102명 졸업(총 15,729명 졸업)
- 2017년 3월 1일 - 32학급 인가(특수학급 1학급 포함)
- 2021년 운동장 공사시작

## 학교 상징
- 교목 - 느티나무
  - 인내와 관용, 평화의 화목의 상징성을 가지고 있음
  - 어떠한 어려움에도 굴복하지 않고 큰뜻과 희망을 가지고 달성하고자 하는 의지와 의미를 가지고 있음
  - 큰뜻과 희망
- 교화 - 장미
  - 사랑과 기쁨을 나타냄
  - 대전태평초등학교 어린이들 상호간에 사랑으로 즐거움 속에서 꿈을 키워 나가자는 의미를 담고 있음

## 참고 자료
- 대전태평초등학교 - 한국교육학술정보원 학교알리미